# Назарян, Эдмонд Армен
Эдмонд Армен (Арменович) Назарян (болг. Едмонд Армен Назарян, арм. Էդմոնդ Արմենի Նազարյան род.19 января 2002 года) — болгарский борец греко-римского стиля, двукратный чемпион Европы 2020 и 2023 годов, призёр чемпионата мира 2022 года, бронзовый призёр летних юношеских Олимпийских игр 2018 года.

## Биография
Родился в 2002 году в Софии в семье знаменитого спортсмена армянского происхождения Армена Назаряна. С 2017 года выступает на крупных международных соревнованиях по борьбе.
В 2018 году завоевал титул чемпиона Европы среди кадетов в весовой категории до 45 кг на турнире, который состоялся в македонском Скопье.
На юношеских олимпийских играх в Аргентине в 2018 году, в весовой категории до 45 кг завоевал бронзовую медаль.
В 2019 году на чемпионате Европы среди кадетов в категории до 51 кг, который проходил в Италии, вновь завоевал титул чемпиона континента. На чемпионате мира среди кадетов в 2019 году стал третьим. 
В феврале 2020 года на чемпионате континента в итальянской столице, в весовой категории до 55 кг Эдмонд, дебютировав на взрослых международных соревнованиях по борьбе, в схватке за золотую медаль поборол спортсмена из России Виталия Кабалоева и завоевал титул чемпиона Европы.
В 2022 году, выступая на чемпионате Европы в Будапеште и на чемпионате мира в Белграде в весовой категории до 60 кг, оба раза стал серебряным призёром.
В 2023 году на чемпионате Европы в Загребе, выступая в весовой категории до 60 кг, завоевал золотую медаль.